# Vsftpd
vsftpd (англ. Very Secure FTP Daemon) — FTP-сервер с поддержкой IPv6 и SSL.
Является FTP-сервером по умолчанию многих операционных систем, и обслуживает официальные репозитории ftp.debian.org, ftp.redhat.com, ftp.openbsd.org, ftp.freebsd.org. До 2017 года использовался на официальном FTP ядра Linux